# Sonate K. 64
Pour les articles homonymes, voir K64.
La sonate K. 64 (F.22/L.58) en ré mineur est une œuvre pour clavier du compositeur italien Domenico Scarlatti.

## Présentation
La sonate K. 64, en ré mineur, est notée Gavota, Allegro. D'après le style, il s'agit, avec les sonates 59 à 64, d'œuvres antérieures aux Essercizi. Cette pièce s'apparente aux danses formant les suites instrumentales.

## Manuscrit

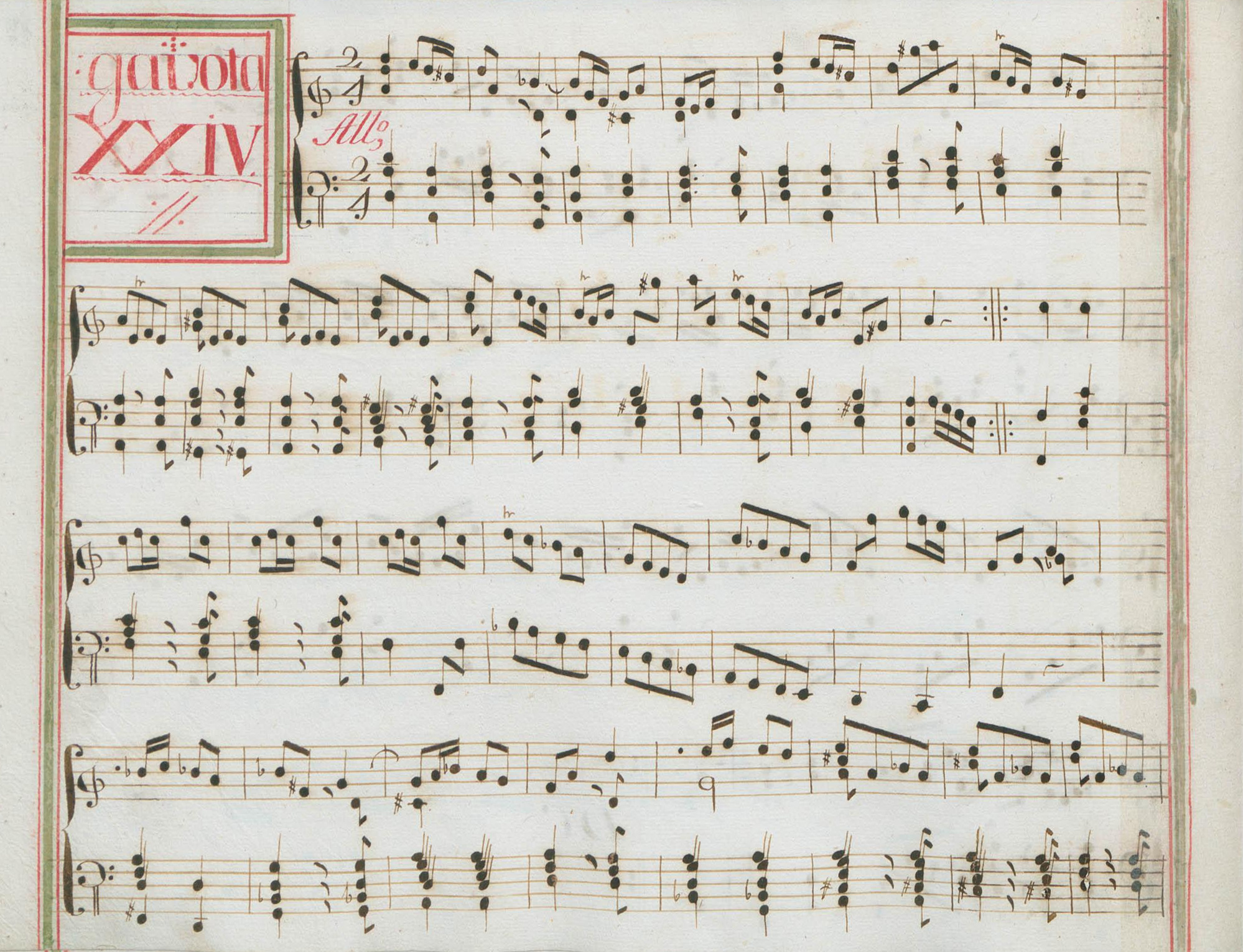
Début de la sonate, extraite du volume XIV du manuscrit de Venise.

Le manuscrit est le numéro 24 du volume XIV (Ms. 9770) de Venise (1742), copié pour Maria Barbara.

## Interprètes
La sonate K. 64 est défendue au piano notamment par Marcelle Meyer (1946 et 1954), Aldo Ciccolini (1962, EMI), Marcela Roggeri (2006, Transart), Gottlieb Wallisch (2007, Naxos, vol. 7), Olivier Cavé (2008, Æon) et Alexandre Tharaud (2010, Virgin), Angela Hewitt (2017, Hyperion), Federico Colli (2019, Chandos, vol. 2) et Nelson Freire (2019, Decca) ; au clavecin par Scott Ross (Erato, 1985), Ottavio Dantone (2000, Stradivarius, vol. 4), Kenneth Weiss (2001, Satirino), Richard Lester (2005, Nimbus, vol. 6), Francesco Cera (2013, Tactus, vol. 2) et Cristiano Gaudio (2020, L'Encelade). 
David Schrader l'a enregistrée au piano-forte (1997, Cedille) et le guitariste Narciso Yepes en a donné une transcription qu'il a enregistrée pour DG en 1985.

## Sources
: document utilisé comme source pour la rédaction de cet article.
- Ralph Kirkpatrick (trad. de l'anglais par Dennis Collins), Domenico Scarlatti, Paris, Lattès, coll. « Musique et Musiciens », 1982 (1re éd. 1953 (en)), 493 p. (ISBN 978-2-7096-0118-4, OCLC 954954205, BNF 34689181).
- Alain de Chambure, « Domenico Scarlatti : Intégrale des sonates — Scott Ross », p. 178, Erato (2564-62092-2), 1985 (OCLC 891183737) .